# Metalmeccanico e parrucchiera in un turbine di sesso e di politica
Pour plus de détails, voir Fiche technique et Distribution.
Metalmeccanico e parrucchiera in un turbine di sesso e di politica est un film italien réalisé par Lina Wertmüller, sorti en 1996.

## Synopsis
Tunin est communiste. Rossella milite à droite dans la Ligue du Nord. Le jour des élections, ils s'affrontent, mais une érection indéniable de la part de Tunin révèle la vérité : ils s'aiment. Commence alors une joute érotico-politique entre ces deux têtus, sur fond de course automobile et de shampooing aux herbes.   

## Fiche technique
- Titre : Metalmeccanico e parrucchiera in un turbine di sesso e di politica
- Réalisation : Lina Wertmüller
- Scénario : Lina Wertmüller, Leonardo Benvenuti et Piero De Bernardi
- Musique : Pino D'Angiò et Italo Greco
- Pays d'origine : Italie
- Genre : comédie
- Date de sortie : 1996

## Distribution
- Tullio Solenghi : Tunin Gavazzi
- Gene Gnocchi : Zvanin
- Veronica Pivetti : Rossella Giacometti
- Piera Degli Esposti : Palmina Gavazzi
- Cyrielle Clair
- Rossy de Palma
- Cinzia Leone : Anitina[1]